# Carlinville
Carlinville város az USA Illinois államában. Lakosainak száma 5710 fő (2020. április 1.).

## Közlekedés

### Vasút
A települést az Amtrak személyszállító vasúttársaság Lincoln Service nevű járata érinti.

## Népesség
A település népességének változása:
| Lakosok száma | 5685 | 5917 | 5710 |
|               | 2000 | 2010 | 2020 |